# Episodi di Squadra emergenza (serie televisiva 1972) (terza stagione)
La terza stagione della serie televisiva Squadra emergenza è stata trasmessa in anteprima negli Stati Uniti dalla NBC tra il 22 settembre 1973 e il 23 marzo 1974.
| nº | Titolo originale        | Titolo italiano | Prima TV USA      | Prima TV Italia |
| -- | ----------------------- | --------------- | ----------------- | --------------- |
| 1  | Frequency               |                 | 22 settembre 1973 |                 |
| 2  | The Old Engine          |                 | 29 settembre 1973 |                 |
| 3  | Alley Cat               |                 | 6 ottobre 1973    |                 |
| 4  | An English Visitor      |                 | 13 ottobre 1973   |                 |
| 5  | Heavyweight             |                 | 20 ottobre 1973   |                 |
| 6  | Snakebite               |                 | 27 ottobre 1973   |                 |
| 7  | Promotion               |                 | 3 novembre 1973   |                 |
| 8  | Insomnia                |                 | 10 novembre 1973  |                 |
| 9  | Inheritance Tax         |                 | 17 novembre 1973  |                 |
| 10 | Zero                    |                 | 24 novembre 1973  |                 |
| 11 | The Promise             |                 | 1º dicembre 1973  |                 |
| 12 | Body Language           |                 | 8 dicembre 1973   |                 |
| 13 | Understanding           |                 | 15 dicembre 1973  |                 |
| 14 | Computer Error          |                 | 22 dicembre 1973  |                 |
| 15 | Inferno                 |                 | 5 gennaio 1974    |                 |
| 16 | Messin' Around          |                 | 12 gennaio 1974   |                 |
| 17 | Fools                   |                 | 19 gennaio 1974   |                 |
| 18 | How Green Was My Thumb? |                 | 26 gennaio 1974   |                 |
| 19 | The Hard Hours          |                 | 2 febbraio 1974   |                 |
| 20 | Floor Brigade           |                 | 9 febbraio 1974   |                 |
| 21 | Propinquity             |                 | 16 febbraio 1974  |                 |
| 22 | Inventions              |                 | 23 marzo 1974     |                 |